# Keroeides
Keroeides is een geslacht van neteldieren uit de klasse van de Anthozoa (bloemdieren).

## Soorten
- Keroeides fallax Bayer, 1956
- Keroeides gracilis Whitelegge, 1897
- Keroeides koreni Wright & Studer, 1889
- Keroeides mosaica Bayer, 1956
- Keroeides pallida Hiles, 1899